# Peter Maronde
Peter Maronde (* 25. Februar 1939 in Berlin; † 27. Juni 1991 in Saarbrücken) war ein deutscher Schauspieler, Redakteur und Hörfunkmoderator.

## Herkunft
Marondes Vater stammte aus Pommern, seine Mutter aus Saarbrücken. Während des Zweiten Weltkrieges siedelte die Familie 1942 von Berlin nach Saarbrücken. Mit Beginn seines vierten Lebensjahres wuchs er dort auf. Während Maronde als Schauspieler, Reiseleiter und Rundfunkmoderator nahezu die ganze Welt bereiste, blieb die Saar-Metropole doch zeitlebens sein Mittelpunkt.

## Leben
Maronde kam bereits im Alter von fünf Jahren mit dem damaligen Reichssender Saarbrücken in Kontakt und wirkte bei der Gestaltung des Kinderprogrammes mit. Dabei entdeckte er sein schauspielerisches Talent. Jedoch versagte ihm der Vater nach dem Schulabschluss die Erlaubnis, diesen Beruf auch zu ergreifen. Peter Maronde lernte also Textilkaufmann, erlangte den Kaufmannsgehilfenbrief und blieb dieser Branche vier Jahre seines Lebens lang treu. Auf seine eigene Initiative hin besuchte er danach noch drei Jahre lang das Staatliche Konservatorium in Saarbrücken und absolvierte dort sein Schauspielstudium. Danach trat er während der folgenden sechs Jahre als Bühnendarsteller am Burgschauspiel in Dinkelsbühl, beim Kleinen Theater in Bonn-Bad-Godesberg und dem Zimmertheater in Heidelberg auf. Sein Rundfunktalent führte Maronde nachfolgend zu Radio Luxemburg, wo er zwei Monate als Diskjockey wirkte, danach anderthalb Jahre als Nachrichtensprecher bei RIAS Berlin.
Die folgenden acht Jahre war Maronde als Reiseleiter beim Touristik-Veranstalter NUR angestellt. Vier Jahre in Südostasien, zwei Jahre auf Kreuzfahrten und zwei Jahre in Afrika. Im März 1978 fand er zurück zum Hörfunk. Zunächst als Nachrichtensprecher beim Saarländischen Rundfunk. Als Klaus Groth nach 18 Jahren Moderation beim prestigeträchtigen Sendeformat Bunte Funkminuten überraschend verstarb, übernahm Peter Maronde die Moderation.
Im Januar 1980 ging mit SR 3 Saarlandwelle des Saarländischen Rundfunks das erste regional ausgerichtete Vollprogramm in der Rundfunklandschaft der ARD auf Sendung. Maronde erkannte die Chance, dieses Programm mit seiner angeborenen, saarländischen Intonation zu veredeln. Auch dieses Phänomen einer gewissermaßen im Halbdialekt gefärbten Moderation – Maronde beherrschte dank Herkunft und klassischer Sprecherausbildung beides – war für die damalige Zeit ein absolutes Novum und kam beim Publikum sehr gut an. Seine Sprechweise blieb dank fließender Wechsel zwischen Mundart und Standarddeutsch immer auch überregional gut verständlich, Maronde prägte damit einen unverwechselbaren Stil, der auch heute noch tragend für die Saarlandwelle steht. Hier trat er besonders mit der Sendung Rendezvous der Saarlandwelle in Erscheinung. Als Redaktionsmitarbeiter nahm er ebenfalls entscheidenden Einfluss auf die anderen Sendeformate des Saarländischen Rundfunks in Hörfunk und Fernsehen.
Peter Maronde war unverheiratet und kinderlos, er verstarb im Alter von 52 Jahren an Komplikationen während einer schweren Herzoperation.

## Werke

### Diskografie
- Single-Schallplatte (1981): Wenn die Liss mit de Schniss in de Batsch rin fällt... B-Seite: Es Karlche is in die Saar gefall... (Text/Melodie/Produktion: Elmar Peiffer)
- Saarland Songs: Kumm ich heit nett...
- Cover-Version Tante Maria des Titels "Santa Maria" von Roland Kaiser, Original-Playback in Zusammenarbeit mit Gerhard Bungert.
- Doppel-CD: SR Stars. Sampler mit Aufnahmen von Britta-Maria Carell, Dieter Thomas Heck, Peter Maronde, Ingrid Peters, Manfred Sexauer, Manfred Spoo u. a. m.
- Doppel-LP, MC und CD: Lyoner 1 antwortet nicht (1984), Hörspiel, SR-Produktion, mit Gerd Dudenhöffer, Gerdi Weissenbach, Bernd Stenger, Volker C. Jacoby u. a., von Gerhard Bungert und Schorsch Seitz, Regie: Manfred Sexauer; Palm-Records
- Doppel-LP, MC und CD: Lyoner 2 kennt keine Grenzen (1989), Hörspiel, von und mit den o. g., Marianne Weber-Riedel, Thomas Ringwald, Ingeborg Fries, Friedrich Hatzenbühler; Palm-Records
- Doppel-LP, MC und CD: Fauschd – Goethes Urfaust auf saarländisch (1990), Hörspiel von G. Bungert, SR-Produktion, P. M. in der Rolle des Erzählers, mit Alice Hoffmann u. a. m.; Palm-Records

### Veröffentlichungen
- Gerhard Bungert, Charly Lehnert: Gudd gess. Ein saarländisches Kochbuch; Mit einem Vorwort von P. Maronde; Queißer Verlag, Saarbrücken 1984; ISBN 978-3-921815-53-3
- Das Peter Maronde Buch, Lehnert Verlag, Saarbrücken 1989; ISBN 3-926320-16-8